# Museo Hidroeléctrico de Capdella
El Museo Hidroeléctrico de Capdella es un museo leridano, inaugurado en 2001, con el objetivo de preservar y difundir el patrimonio hidroeléctrico del valle Fosca. Está ubicado en el recinto de la Central Hidroeléctrica de Capdella, al norte del valle.
El museo explica cómo surgió la idea de esta central, la primera central hidroeléctrica de Cataluña dedicada a la producción de corriente alterna, su funcionamiento y el trasiego que sufrió el valle. El museo pertenece a la red temática del Museo de la Ciencia y de la Técnica de Cataluña y de la red territorial de los Museos del Alt Pirineu y Aran. La visita al museo permite realizar un recorrido histórico desde que surgió la idea de la central hidroeléctrica hasta que, en 1914, se puso en funcionamiento por primera vez, pasando por los cambios económicos, sociales y de infraestructura que este proceso supuso. Las instalaciones del museo ofrecen la posibilidad de visitar los estanques, la canalización del agua, el saltante, las turbinas en la central propiamente dicha y el trazado de la conducción de la energía hasta los centros de consumo.